# Chiesa dei Santi Pietro e Paolo (Pescasseroli)
La chiesa dei Santi Pietro e Paolo è il principale luogo di culto cattolico di Pescasseroli, in provincia dell'Aquila; fa parte della forania di Pescina e della diocesi di Avezzano.

## Storia

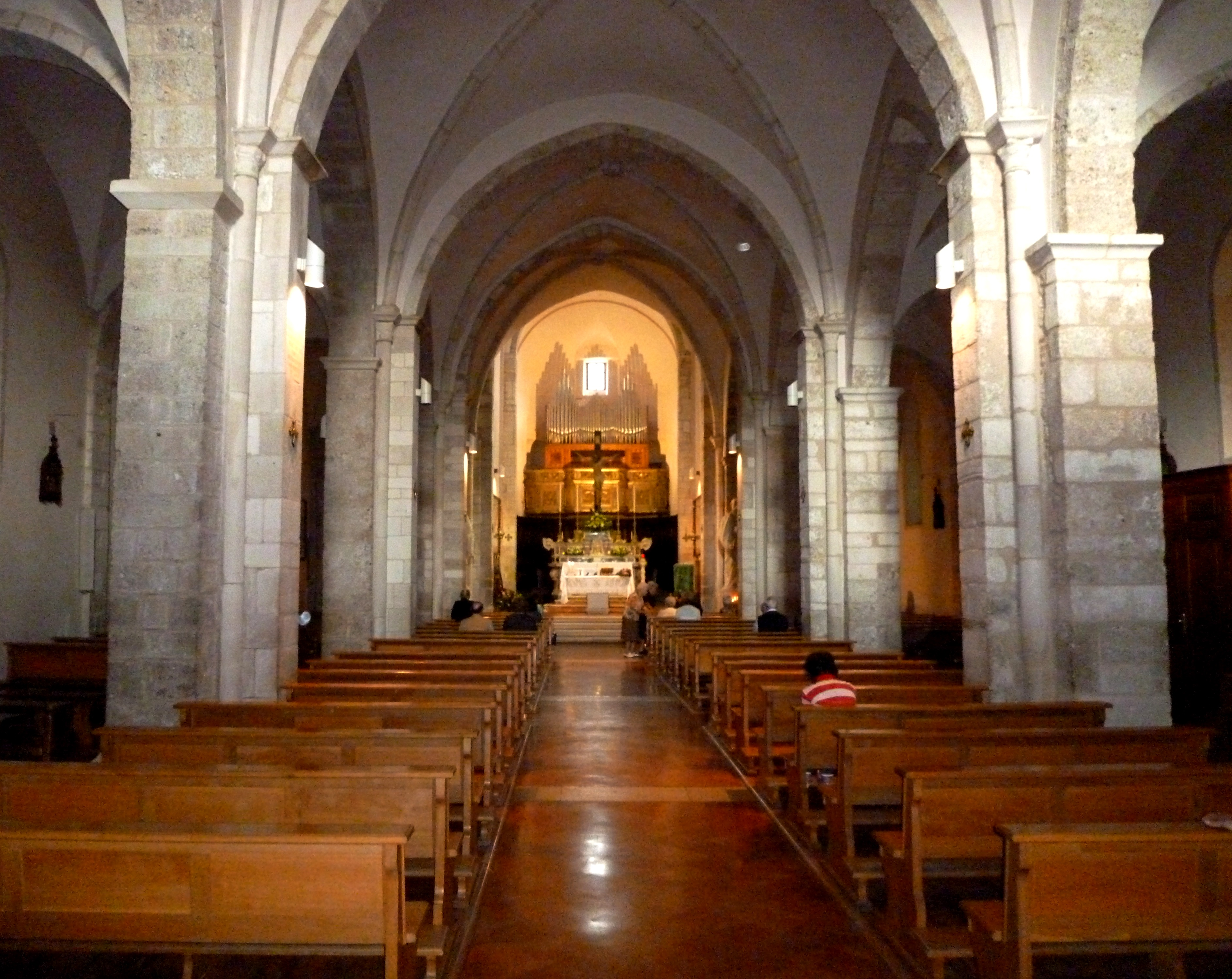
L'interno della chiesa

Il primo documento che attesta l'esistenza della chiesa risale al 1115 ed è una bolla di papa Pasquale II. Prima dell'anno mille si ritiene che l'edificio facesse parte di un complesso abbaziale probabilmente collegato all'abbazia di Montecassino o a San Vincenzo al Volturno. Il terremoto dell'Appennino centro-meridionale del 1349 lo rase al suolo, e la chiesa venne riedificata secondo i canoni dello stile tardo gotico abruzzese, con volte e nervature a crociera. Un nuovo sisma distrusse parte della facciata e l'abside, ricostruite questa volta in stile tardo rinascimentale.
In questo periodo al nome di San Paolo venne affiancato quello di San Pietro. Tra il XVII e il XVIII secolo gli interni subirono un rifacimento, e comparirono rivestimenti di intonaci e stucchi dorati, oltre ad altari in marmo lungo le navate laterali. Testimoniano questa fase barocca gli altari di San Giuseppe e della Madonna Incoronata, l'altare maggiore e il coro di noce intagliato. Il terremoto della Marsica del 1915 causò gravi danni tanto che la chiesa fu chiusa fino al 1937, anno del restauro che fece riemergere le caratteristiche artistiche e architettoniche quattrocentesche. Un ultimo intervento di ristrutturazione si ebbe nel secondo dopoguerra.

## Scultura della Madonna Nera dell'Incoronata
(Benedetto Croce)
La statua lignea di colore nero dedicata alla Madonna dell'Incoronata è conservata in un altare della navata sinistra. Originariamente essa era custodita nella chiesa di una zona detta "il Castello", e fu poi trasferita nella chiesa dei Santi Pietro e Paolo. Oggetto di grande venerazione della popolazione locale, venne sottoposta nel 1998 ad un totale restauro, che ne ha ripristinato la policromia e l'aspetto. La veste della Madonna è di color azzurro scuro, con piccole decorazioni bianche; il manto dorato è caratterizzato da motivi geometrici scuri; la veste del Bambino è rossa e su di essa sono presenti le stesse decorazioni del vestito di Maria. La Vergine stringe un globo nella mano destra e con l'altra sorregge il Bambino. È evidente un richiamo alle linee bizantine, spesso riprese dalla scultura romanica.